# Croix de cimetière de Toussaint
La croix de cimetière de Toussaint est un monument situé à Toussaint, en Normandie.

## Localisation
La croix est située dans le cimetière du village.

## Historique
La croix est datée de 1560.
Le monument est classé comme monument historique depuis le 18 octobre 1913.

## Description
Le socle de la statue est triangulaire. Chacune des faces comporte une colonnette qui était surmontée d'une statue. La croix qui le surplombe comporte sur son autre face une Vierge couronnée.